# Рогов, Юрий Гаврилович
Юрий Гаврилович Рогов (25 ноября 1935, Иркутск, Восточно-Сибирский край — 5 июня 2009, Иркутск) — советский геолог, первооткрыватель чароита. Лауреат Ленинской премии (1970).

## Биография
Окончил Иркутский горно-металлургический институт (1957). С 1957 года до выхода на пенсию (1994) работал на предприятии «Сосновгеология»:
- 1957—1960 старший коллектор
- 1960—1965 начальник Мурунского участка, старший геолог по поискам партии № 324,
- 1.01.1966 — 1986 главный геолог ГРП № 32
- 1986—1992 главный геолог предприятия «Сосновгеология»
- 1992—1994 главный эколог «Сосновгеологии».

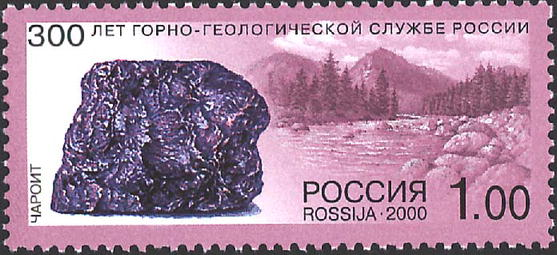
Чароит на почтовой марке России

Состоял в Коммунистической Партии Советского Союза (с Января 1964 г.), при Улётовском РК КПСС Читинской области.
Под его руководством и при непосредственном участии в Забайкалье и Монголии разведано 12 месторождений урана, в том числе 7 промышленных. Первооткрыватель единственного в мире месторождения чароита «Сиреневый Камень».
Лауреат Ленинской премии за участие в открытии и разведке крупных месторождений урана (1970).

## Семья
- Жена (19?? — 19.10.1973) — Рогова Вера Парфентьевна, доктор геолого-минералогических наук, профессор, заслуженный геолог России[1].
- Жена (Вдова 1973—2009) — Рогова Валентина Александровна, техник-геолог.

## Интересные факты
- С открытием чароита связана примечательная история. Юрий Рогов был отправлен в заграничную командировку во Францию. Там он посетил минералогический музей Лувра, который претендовал на наличие полной коллекции всех минералов Земли. Геолог показал пластинку из сиреневой породы и попросил определить минерал. Сотрудники музея были вынуждены признать, что такого минерала у них нет. Чуть позже ему предложили продать образец музею, на что советский геолог ответил отказом.[2]